# Fizikov Massif
Das Fizikov Massif (englisch; russisch Массив Физиков Massiw Fisikow, deutsch ‚Physiker-Massiv‘) ist ein Bergmassiv in den Prince Charles Mountains des ostantarktischen Mac-Robertson-Lands. Höchste Erhebung des Massivs ist Mount Newton mit 1065 m. 
Russische Wissenschaftler benannten es.